# داني سعيدة
داني سعيدة هو سياسي إسرائيلي، ولد في 26 أبريل 1959 في صفد في إسرائيل. نشط حزبياً في شاس. وقد انتخب عضو الكنيست ‏ وقد انضم خلال فترته النيابية ‏ (22 فبراير 2018 – 30 أبريل 2019) للكتلة البرلمانية شاس وانتخب عضو الكنيست ‏ وقد انضم خلال فترته النيابية ‏ (19 سبتمبر 2017 – 20 سبتمبر 2017) للكتلة البرلمانية شاس.